# 시소형 분자기하
맞붙인 쐐기꼴 또는 시소형 분자기하는 중심원자에 대한 결합이 4개 있고 전체로는 C2v 대칭성을 갖는 분자의 기하배치의 일종이다. 시소형이라는 명칭은 놀이터의 시소와 같은 구조에서 유래한다. 가장 일반적으로는 중심원자에 대한 4개의 결합은 사면체형, 또는 그보다 많지는 않지만 평면사각형 분자기하를 이룬다. 따라서 시소형 기하배치는 드물다.
시소형 기하배치는 분자가 입체수 5를 지니며, 중심원자에 4개의 원자와 하나의 비공유전자쌍이 결합할 때 생긴다(AXE 표기법으로 AX4E형). 5개의 원자와 결합한 (비공유전자쌍과는 결합하지 않은) 원자는 삼각쌍뿔형을 취한다. 하지만 이 경우, 원자의 하나가 비공유전자쌍으로 치환된다. 원자에 비해 비공유전자쌍은 전자를 더 강하게 반발하기 때문에, 치환되는 원자는 항상 수평방향의 원자이다.

## 구조
맞붙인 쐐기꼴(시소형) 기하배치를 갖는 분자는 두 종류의 배위자를 지니며, 서로 180°의 각도에 있는 두 배위자는 축방향 리간드라고 불린다. 축방향 이외의 리간드는 축방향 리간드와 직교한다. 전형적으로는 꼭대기 리간드에 대한 결합길이는 수평방향 리간드에 대한 결합길이보다 길다. 축방향 리간드와 수평방향 리간드 사이의 각도는 90°이다. 두 수평방향 리간드 사이의 각도는 120°이다.
맞붙인 쐐기꼴 분자는 삼각쌍뿔형 분자와 마찬가지로 베리 유사회전을 일으킨다. 따라서,  SF4의 19F NMR 스펙트럼은 (PF5의 스펙트럼과 마찬가지로) 실온부근에서는 단일 공명 시그널로 구성된다. 이동 중의 네 원자는 중심원자에 관하여 이 역할을 다한다. 이를테면, 사불화황의 네 불소 원자는 황 원자 주위를 회전한다.

## 분자의 예
시소형 분자기하는 다음 화학종에서 보인다.
- SF4
- SeF4
- IF
2O−
2
- IOF3
- ClF+
4
- TeF4(영어판)
- XeO2F2
- AsF−
4

## 같이 보기
- 분자기하
- VSEPR 이론